# 寄住町
寄住町（よりずみちょう）は、愛知県西尾市にある地名。

## 地理
西尾市の中央部に位置している。

### 小字
町名に属している小字は以下の通りである。
| - 泡原（あわら） - 金田（かねだ） - 上田（かみだ） - 柴草（しばくさ） - 下田（しもだ） - 神明（しんめい） | - 洲田（すだ） - 佃（つくだ） - 灯籠下（とうろうげ） - 東浦（ひがしうら） - 若宮（わかみや） |

## 世帯数と人口
2019年（令和元年）7月1日現在の世帯数と人口は以下の通りである。
| 行政区      | 世帯数    | 人口    |
| ----------- | --------- | ------- |
| 寄住町第1区 | 329世帯   | 726人   |
| 寄住町第2区 | 139世帯   | 364人   |
| 寄住町第3区 | 376世帯   | 755人   |
| 寄住町第4区 | 179世帯   | 267人   |
| 計          | 1,023世帯 | 2,112人 |

### 人口の変遷
国勢調査による人口の推移
| 1995年（平成7年）  | 1,651人 | [ 6 ]  |  |
| 2000年（平成12年） | 1,712人 | [ 7 ]  |  |
| 2005年（平成17年） | 1,834人 | [ 8 ]  |  |
| 2010年（平成22年） | 1,945人 | [ 9 ]  |  |
| 2015年（平成27年） | 1,966人 | [ 10 ] |  |

## 学区
市立小・中学校に通う場合、学区は以下の通りとなる。なお、番毎で各学校に指定されている。
| 小学校                                                       | 中学校                                |
| ------------------------------------------------------------ | ------------------------------------- |
| 西尾市立花ノ木小学校 西尾市立八ツ面小学校 西尾市立鶴城小学校 | 西尾市立西尾中学校 西尾市立鶴城中学校 |

## 交通

### 鉄道
- 名古屋鉄道
GN 西尾線 西尾口駅

### 道路
- 愛知県道43号岡崎碧南線
- 愛知県道310号花蔵寺花ノ木線

## 施設
- 西尾市役所
- 西尾商工会議所
- 西尾信用金庫 本店
- 愛知県中央信用組合 西尾東支店

## その他

### 日本郵便
- 郵便番号 : 445-0073[3]（集配局：西尾郵便局[12]）。